# Паракану
Паракану је спортска дисциплина кану за спортисте са низом физичких инвалидитета. Параолимпијском верзијом спорта управља Међународна кану федерација (ИЦФ), а варијантом специфичном за ва'а управља Међународна Ва'а федерација (ИВФ).
На састанку Међународног параолимпијског комитета у Гуангџоу, Кина 2010. године, одлучено је да се параолимпијском програму дода паракану.  Као резултат тога, паракану је дебитовао на Летњим параолимпијским играма у Рију 2016. где су се такмичиле трке у кајаку појединачно.

## Опрема
Два главна типа паракану чамаца су кајак (К), са веслом са двоструком педалом, и кануи на подножју који се називају ва'ас (В) где веслач има други труп као ослонац који плута и користи једнократно весло са ручком која има Т-врх.

## ИЦФ паракану

### Класификација
У кајаку појединачно, постоје три класификације такмичења (повезане са различитим нивоима оштећења покретљивости) и за мушкарце и за жене:
- KL1 (раније А; Руке) Ова група је за веслаче који немају функцију трупа (тј. само функцију рамена). Веслач класе КЛ1 је у стању да примени силу претежно користећи руке и/или рамена.
- KL2 (раније ТА; Труп и руке): веслачи који добро користе труп и руке, али ограничено користе ноге. Они нису у стању да примењују континуирану и контролисану силу на подножје или седиште да покрећу чамац.
- KL3 (раније ЛТА; Ноге, труп и руке): ова класа је за веслаче са инвалидитетом који добро користе своје ноге, труп и руке за веслање, и који могу применити силу на даску за ноге или седиште да покрећу чамац.[6]

Такође постоји трослојни ИЦФ систем класификације за појединачне ва'а догађаје (VL1, VL2, VL3).

### Формат такмичења
Сва међународна такмичења у паракану одржавају се на више од 200 метара у кајаку или чамцу ва'а.
Такмичи се на Светско првенство, светским куповима и континенталним првенствима. Од новембра 2021. десет од дванаест категорија такмичења (свих шест кајакашких дисциплина, и ВЛ2 и ВЛ3) су такође у Параолимпијском програму.

### ИЦФ Светско првенство
На Светском првенству ИЦФ у кануу у спринту 2009. у Дартмуту, четири трке паддабилности биле су представљене као догађаји без медаља, укључујући две мушко-женске мешовите дисциплине у кајаку дубл и кану дубл („ака“ канадски или клечећи кану).
Овај спорт је званично дебитовао на Светском првенству 2010. године и од тада се одржавао на свим светским првенствима, укључујући и самостално ИЦФ светско првенство у паракануу 2012. и 2016. године.

### ИЦФ паракану
У ИВФ такмичењу, систем бодова се користи са већим бројем који се додељује веслачима са мање оштећења и нижим поенима са тежим физичким оштећењима.
У тимским дисциплинама укупан број бодова посаде чамца је ограничен; 26 бодова у чамцима за 6 особа и 52 за чамце за 12 особа. У чамцима једноседима такмичење се одвија у три дивизије, дивизија 1 за веслаче са 5 или 6 места, дивизија 2 за веслаче са 4 места и одељење 3 је за веслаче са 2 или 3 места. Веслачи са 1 бодом не учествују у појединачним тркама.   Три дивизије приближно одговарају трима ИЦФ ва'а класама.